# Jūlā'ī
Jūlā'ī (persiska: جولائی, Jūlāhī, Jūlā’ī) är en ort i Iran.   Den ligger i provinsen Khuzestan, i den centrala delen av landet, 600 km söder om huvudstaden Teheran. Jūlā'ī ligger 120 meter över havet och antalet invånare är 112.
Terrängen runt Jūlā'ī är platt.Runt Jūlā'ī är det ganska tätbefolkat, med 62 invånare per kvadratkilometer. Närmaste större samhälle är Longīr-e Vosţá, 11,2 km norr om Jūlā'ī. Trakten runt Jūlā'ī är ofruktbar med lite eller ingen växtlighet.